# Fundacja MaMa
Fundacja MaMa – feministyczna organizacja pozarządowa, działająca na rzecz praw matek w Polsce.
Fundacja MaMa została założona w czerwcu 2006 w Warszawie przez Sylwię Chutnik, Julię Kubisę i Annę Pietruszkę-Dróżdż. Organizacja walczy przeciwko dyskryminacji matek w życiu publicznym, na rynku pracy, w społeczeństwie i kulturze. Od 25 marca 2009 r. fundacja ma status organizacji pożytku publicznego.

## Cele organizacji
- promowanie praw kobiet i matek oraz publikacji i wydawnictw poświęconych problematyce kobiecej
- wspieranie i upowszechnianie problematyki kobiecej, problematyki gender, feminizmu,
- promocja kwestii równouprawnienia kobiet i mężczyzn, w szczególności na rynku pracy i w sferze domowej
- przeciwdziałanie przemocy wobec kobiet i matek,
- przeciwdziałanie dyskryminacji ze względu na płeć,
- wspieranie udziału matek w życiu publicznym i kulturalnym,
- likwidowanie barier związanych z dostępem do wiedzy na temat nowych technologii i możliwości edukacji matek,
- promowanie miejsc przyjaznym matkom i dzieciom w przestrzeni miejskiej

## Kampanie społeczne
- „O Mamma Mia! Tu wózkiem nie wjadę”, na rzecz przystosowania przestrzeni publicznej do wózków dziecięcych i inwalidzkich
- akcje na rzecz praw pracowniczych, „Opowieści Grozy”, czyli przykłady zwalniania matek z pracy
- konkursy, np. „Głos Ma MaMa!” czy fotograficzny dla kobiet ciężarnych „Pępek Świata”
- projekty prawne (porady on-line i warsztaty dla uchodźczyń)
- projekty artystyczno-edukacyjne, np. „Warszawa Kobiet”, mający na celu uchronienie od zapomnienia kobiet mających wpływ na historię miasta i kraju
- cykl „Z dzieckiem w kinie”
- Bank Czasu Matek